# Beschermd wonen in Nederland
Beschermd wonen, in Nederland is een regeling welke bestaat uit intramurale zorg of begeleid wonen voor mensen die vanwege psychische en/of psychosociale problematiek niet zelfstandig kunnen wonen, ook niet wanneer ze daarbij ambulante begeleiding zouden krijgen. 
Beschermd wonen is bedoeld als tijdelijke oplossing, voor een periode van enkele maanden tot enkele jaren. In die periode wordt gewerkt aan stabilisatie en zelfredzaamheid. Het doel is dat na beschermd wonen doorstroom naar een eigen (huur)woning mogelijk is, eventueel met ambulante begeleiding. 
De regeling beschermd wonen wordt sinds 2015 gefinancierd vanuit de gemeentelijke Wmo. Dat kan middels zorg in natura of een persoonsgebonden budget. Daarnaast is er een eigen bijdrage, die wordt geïnd door het CAK.

## Doelgroep
De afdelingen Toegang van 43 Nederlandse centrumgemeenten bepalen wie in aanmerking komt voor deze vorm van zorg. Hierbij wordt altijd gekeken naar de individuele situatie, problematiek en omstandigheden.
Vaak is er sprake van een combinatie van factoren, zowel op het psychische als op het sociale vlak, die ervoor zorgt dat beschermd wonen in beeld komt. Zo kan beschermd wonen een oplossing zijn voor iemand met een autismespectrumstoornis, wat niet wil zeggen dat iemand met een autismespectrumstoornis automatisch binnen de doelgroep van beschermd wonen valt. Onderstaande lijst is een opsomming van de meest voorkomende stoornissen en problematieken die binnen beschermd wonen voorkomen.
- ADHD
- Autismespectrumstoornissen
- Angststoornissen
- Ex-verslavingsproblematiek
- Gedragsproblematiek
- Geheugenproblematiek
- Lichte verstandelijke beperking
- Persoonlijkheidsstoornissen
- Schizofrenie
- Sociale problematiek
- Stemmingsstoornissen

Na het doorlopen van een traject beschermd wonen zijn bovenstaande stoornissen en problematieken veelal nog steeds aanwezig, maar onder controle gekregen, waardoor de stap kan worden gemaakt naar een eigen woning.

## Vormen van beschermd wonen
Er zijn verschillende soorten organisaties die beschermde woonplekken aanbieden. Zo zijn er ggz-instellingen die naast behandeling ook beschermd wonen aanbieden, in de wijk of op een ggz-campus. Ook zijn er RIBW-organisaties, die vaak verschillende soorten woonvormen in de wijk aanbieden. Verder zijn er 'zorgboerderijen' waar het mogelijk is om beschermd te wonen. Er zijn daarnaast veel kleinschalige initiatieven voor beschermd wonen, waaronder ouderinitiatieven.

## Toekomst van beschermd wonen
In 2015 bracht de commissie-Toekomst beschermd wonen in opdracht van de Vereniging van Nederlandse Gemeenten een advies uit over de toekomst van beschermd wonen. Veel gemeenten zijn van plan dit advies op te volgen.
In deze toekomstvisie wordt gestuurd op het versnellen van het doorloopproces. Mensen met psychische en psychosociale problematiek zullen in de toekomst sneller en vaker in een eigen woning in de wijk gaan wonen, met ambulante begeleiding aan huis. Alleen als het onmogelijk is om zonder permanente aanwezigheid van een begeleider te kunnen zal beschermd wonen worden aangewend. Er wordt verwacht dat het aantal mensen dat beschermd woont in Nederland in de komende 15 jaren met 50% zal afnemen.